# Руська (гора)
Ру́ська — гора в Українських Карпатах, в масиві Горгани. Розташована на межі Надвірнянського району Івано-Франківської області та Рахівського району Закарпатської області.

## Географія
Висота 1650 м. Підніжжя і схили гори вкриті лісами, вище — криволісся із гірської сосни (жерепу) та кам'яні розсипища й осипища. Північний схил дуже стрімкий, південний полого переходить у коротку перемичку, яка з'єднується з локальною вершиною (1649 м).
Гора Руська розташована на хребті Братківський, між вершинами Мала Братківська (на північний захід) та Чорна Клева (на схід).
На підйомі в напрямку від Чорної Клеви неподалік від підніжжя, ліворуч від стежки, є джерело.
Найближчі населені пункти: Чорна Тиса, Бистриця.